# Sandy Ground
Ne doit pas être confondu avec Sandy-Ground.
Sandy Ground est un district d'Anguilla. Sa population selon le recensement de 2011 était de 230 habitants.

## Démographie
Évolution de la population, :
| 1974 | 1984 | 1992 | 2001 | 2011 |
| ---- | ---- | ---- | ---- | ---- |
| 242  | 224  | 247  | 274  | 230  |